# Diostracus shimai
Diostracus shimai är en tvåvingeart som beskrevs av Saigusa 1984. Diostracus shimai ingår i släktet Diostracus och familjen styltflugor.
Artens utbredningsområde är Nepal. Inga underarter finns listade i Catalogue of Life.